# Elio De Anna
Elio De Anna (Cordenons, 30 settembre 1949) è un ex rugbista a 15, politico e dirigente sportivo italiano, già presidente della provincia di Pordenone nonché consigliere e assessore regionale del Friuli-Venezia Giulia; durante la sua carriera sportiva fu per 13 stagioni tre quarti ala del Rovigo, con il quale vinse due scudetti, e militò in Nazionale dal 1972 al 1980.

## Biografia

### Carriera sportiva
Cresciuto nell'Udine, durante gli studi universitari praticò rugby e atletica nel CUS Ferrara.

Elio De Anna, primo in ginocchio da sinistra, con il Rovigo vincitore dello scudetto 1975-1976.

Studente in medicina e chirurgia, nel 1972 fu ingaggiato dal Rovigo; con la squadra rossoblu militò 13 stagioni, nel corso delle quali vinse due scudetti (nel 1976 e nel 1979) e perdendone uno all'incontro di spareggio nel 1977 contro il Petrarca in cui militava, da quella stagione, suo fratello Dino.
Esordì in Nazionale italiana nel 1972 e prese parte al primo grande tour azzurro del 1973 in Africa meridionale (Rhodesia e Sudafrica).
Fino al 1980 furono 27 gli incontri disputati: l'ultimo fu il 5 luglio di quell'anno, ad Auckland contro gli Junior All Blacks, nel corso di un altro tour, nel Pacifico.
Nel 1977, inoltre, fu l'unico italiano convocato in una selezione internazionale impegnata in un incontro al Parco dei Principi contro la Nazionale francese, organizzato per celebrare il centenario del rugby a Parigi.
Dopo il ritiro da giocatore esercitò la professione di medico, dapprima a Rovigo poi a Cordenons; tra gli incarichi dirigenziali ricoperti, anche quello di consigliere della Federazione Italiana di Atletica Leggera.

### Carriera politica
Entrò in politica nel 1997 e fu eletto nelle liste di Forza Italia al Consiglio del Comune di Cordenons, che presiedette nel biennio 1997-1998.
Nel 1999 divenne presidente della provincia di Pordenone e, nel periodo in carica, fu anche presidente della sezione del Friuli-Venezia Giulia dell'Unione delle Province d'Italia e consigliere di vari enti e società a partecipazione pubblica.
Dimessosi per concorrere alla Regione nelle file del PdL, fu eletto consigliere alle elezioni del 2008; dall'elezione fino al 13 luglio 2009 ha ricoperto la carica di assessore all'organizzazione, personale e servizi informativi; da tale data è invece responsabile all'ambiente e lavori pubblici con delega alle attività ricreative e sportive.
In tale veste ha anche promosso l'assegnazione, da parte della Federazione Italiana Rugby, allo stadio Friuli di Udine del test match che l'Italia ha disputato nel novembre 2009 contro il Sudafrica.
È anche presidente dei ricostituiti Dogi, storica formazione rugbistica espressione del Triveneto che fino agli anni novanta disputò incontri di rilievo contro avversari internazionali.

## Palmarès
- Campionati italiani: 2
Rovigo: 1975-76; 1978-79